# How D'Ya Like Your Eggs in the Morning
"How D'Ya Like Your Eggs in the Morning" is een duet van de Amerikaanse zangers Dean Martin en Helen O'Connell uit 1951, met orkestrale ondersteuning van het orkest onder leiding van Dick Stabile.
Het nummer is geschreven door Nicholas Brodszky en Sammy Cahn voor de film Rich, Young and Pretty. Hoewel Martin en O'Connell beiden ook acteerden, speelden ze geen rol in deze film. De versie van Martin en O'Connell werd in maart 1951 uitgebracht, de film kwam in juli van dat jaar uit. In de film wordt het nummer vertolkt door The Four Freshmen. De soundtrack van deze film werd positief ontvangen, het nummer "Wonder Why" ontving een Oscarnominatie. "How D'Ya Like Your Eggs in the Morning" kreeg enige aandacht op de radio maar wist niet door te dringen tot de hitlijsten.

## NPO Radio 2 Top 2000
| Nummer met noteringen in de NPO Radio 2 Top 2000 | '99  | '00 | '01  |
| ------------------------------------------------ | ---- | --- | ---- |
| How D'Ya Like Your Eggs in the Morning           | 1649 | -   | 1941 |

1. ↑  Een '-' betekent dat het nummer niet was genoteerd en een vetgedrukt getal geeft de hoogste notering aan.
2. ↑  Deze tabel is bijgewerkt tot en met de laatste editie (2024).